# Classe Narwhal
La classe Narwahl, costituita da 2 unità navali, era costituita da 2 enormi incrociatori sommergibili americani, varati negli anni venti assieme al parente stretto Argonaut, ancora più grande, con 60 mine depositabili da tubi poppieri.